# Tokarev (film)
Tokarev, conosciuto anche col titolo Rage, è un film del 2014 diretto da Paco Cabezas con protagonista Nicolas Cage.

## Trama
Dopo un passato all'insegna del crimine, Paul  Mcguire è oggi un uomo di successo, lavora nell’edilizia  e vive felicemente con la moglie Vanessa e la figlia sedicenne Caitlin. Ben presto però il passato sembra tornare a bussare alla sua porta.
Una sera Paul e Vanessa decidono di andare fuori a cena mentre la figlia rimane a casa assieme agli amici Mike e Evan. La giovane però viene rapita e i suoi amici feriti. Paul scopre che a introdursi in casa e a sequestrare sua figlia sono stati tre criminali.
Purtroppo, il corpo senza vita della ragazza verrà ritrovato presto in un parco. La morte di Caitlin è stata causata da un colpo partito da una pistola Tokarev russa. Paul ritornerà così indietro nei suoi ricordi tentando di vendicare la figlia.
Alla fine, si scopre che la figlia è morta per un incidente: uno dei suoi amici, mentre maneggia una pistola trovata in casa, le spara accidentalmente colpendola alla testa uccidendola e, colto dalla paura, provvede con l'altro a inumare il cadavere poco lontano e a inventare la storia dell'irruzione.

## Produzione
Le riprese del film, iniziate l'8 giugno e  terminate il 17 luglio 2013, si sono svolte nello stato dell'Alabama.

## Promozione
Il primo trailer del film viene diffuso il 10 dicembre 2013.

## Distribuzione
Il film è stato distribuito nelle sale cinematografiche romene a partire dal 31 gennaio 2014, mentre negli Stati Uniti d'America è uscito in download digitale il 9 maggio dello stesso anno col titolo Rage. In Italia è arrivato direttamente in TV su Premium Cinema il 22 settembre successivo.

## Riconoscimenti
- 2015 - ASECAN
  - Candidatura per il miglior regista a Paco Cabezas